# کیش‌شیکاتور
کیش‌شیکاتور (به مجاری:  Kissikátor) یک منطقهٔ مسکونی در مجارستان است که در ناحیه اوزد واقع شده‌است.